# Fédération de Corée du Sud de football
Pour les articles homonymes, voir KFA.
La Fédération de Corée du Sud de football (Korea Football Association (en) KFA) est une association regroupant les clubs de football de Corée du Sud et organisant les compétitions nationales et les matchs internationaux de la sélection de Corée du Sud.
La fédération nationale de Corée du Sud est fondée en 1933. Elle est affiliée à la FIFA depuis 1948 et est membre de l'AFC depuis 1954.

Ancien logo jusqu'en 2020
Logo actuel depuis 2020